# Rivière Beaudette
Pour les articles homonymes, voir Beaudette.
Cet article possède des paronymes, voir Rivière Beaudet et Rivière-Beaudette.
La rivière Beaudette est un cours d'eau de l'Est de l'Ontario et du Sud-Ouest du Québec. Elle prend sa source au sud-est de Dominionville (Ontario), dans la municipalité de Glengarry Nord ; puis coule vers l'est, entrant sur le territoire du Québec, où elle traverse la municipalité de Rivière-Beaudette, dans la municipalité régionale de comté (MRC) de Vaudreuil-Soulanges, dans la région administrative de la Montérégie, au Québec, au Canada.

## Géographie
Les bassins versants voisins de la rivière Beaudette sont :
- côté nord : rivière Délisle ;
- côté est : ruisseau du Pont Pigeon, rivière Délisle ;
- côté sud : raisin river (Ontario), fleuve Saint-Laurent ;
- côté ouest : Gunn creek (Ontario), Southland creek (Ontario), raisin river (Ontario).

La rivière Beaudette prend sa source en milieu agricole au sud-est du hameau de Dominionville (Ontario) et au nord du hameau Apple Hill (Ontario).
La rivière Beaudette coule d'abord sur 4,1 km vers le sud en traversant le chemin de fer ; puis elle se dirige vers l'est sur 6,4 km en traversant une zone forestière située au sud-ouest de lac Loch Garry ; puis 3,1 km vers le sud en milieu agricole et forestier ; 10,5 km vers l'est en passant au hameau de Munroes Mills jusqu'à un ruisseau venant du nord ; 29,2 km vers l'est, puis le sud, jusqu'au ruisseau désigné "Le Grand Cours d'eau", situé au nord-ouest du village de Rivière-Beaudette ; 6,0 km vers le sud-est en traversant le village de Rivière-Beaudette, le chemin de fer et l'autoroute 20.
La rivière Beaudette se déverse sur la rive nord du lac Saint-François, lequel est traversé vers l'est par le fleuve Saint-Laurent.

## Toponymie
Le toponyme de la rivière Beaudette est officialisé le 2 août 1974 à la Commission de toponymie du Québec.